# Geokichla interpres
Geokichla interpres là một loài chim trong họ Turdidae.